# Sardinien
Sardinien (sardisch Sardigna, italienisch Sardegna, katalanisch Sardenya) ist – nach Sizilien – die zweitgrößte Insel im Mittelmeer. Die Insel gehört zu Italien und bildet mit den kleinen vorgelagerten Inseln die Autonome Region Sardinien. Die Region hat eine Fläche von 24.090 km² und zählt 1.570.453 Einwohner (Stand 31. Dezember 2023).

## Geschichte

### Historische Namen der Insel
Die Phönizier nannten die Insel auf der Stele von Nora Šrdn. Ein Fremdvolk, das ebenfalls als Šrdn (meist zu Scherden oder Schardana transkribiert) bezeichnet wurde, begegnet in ägyptischen Texten des 14. bis 12. Jahrhunderts v. Chr., jedoch ist strittig, ob dieses aus Sardinien stammte. Die Euboier nannten die Insel „Ichnoussa“ und die Griechen „Sandalyon“, da ihre Form an einen Fußabdruck erinnert. Als Namensgeber wird auch der Gott Sardus Pater genannt.

## Bevölkerung
Viele Sarden sprechen noch etwas Sardisch, eine Sprache, die zur Familie der romanischen Sprachen gehört. Im öffentlichen Leben herrscht jedoch heute eindeutig das Italienische vor; aufgrund der kulturellen und linguistischen Italianisierung Sardiniens seit dem späten 18. Jahrhundert gilt die sardische Sprache als hochgradig gefährdet.
Darüber hinaus wird in Alghero seit dem 14. Jahrhundert ein katalanischer Dialekt gesprochen, entlang der Nordküste Sardiniens halten sich korsische Dialekte, und im Südwesten gibt es eine ligurische Sprachinsel.
Der größte Teil der sardischen Bevölkerung gehört der römisch-katholischen Kirche an.
In der Barbagia gibt es eine demografische Besonderheit. In der  Blauen Zone leben die Menschen überdurchschnittlich lang. 2019 hatte
Sardinien mit 5,4 Lebendgeburten je 1000 Einwohner die niedrigste Geburtenrate in Italien.

## Geographie

### Lage
Sardinien ist eine politisch zu Italien gehörende Insel im Mittelmeer. Sie liegt 190 km von der Italienischen Halbinsel entfernt; dazwischen liegt das Tyrrhenische Meer. Im Norden liegt das zu Frankreich gehörende Korsika, nur durch die 12 km breite Straße von Bonifacio (Bocche di Bonifacio) getrennt. Im Westen liegt die 335 km entfernte, zu Spanien gehörende Baleareninsel Menorca. Im Süden liegt Tunesien 184 km entfernt.
Die Nord-Süd-Ausdehnung Sardiniens beträgt ca. 270 km, die Ost-West-Ausdehnung ca. 145 km. Die Insel Sardinien hat eine Fläche von 23.833 km² und ist damit nach Sizilien die zweitgrößte Insel Italiens und des Mittelmeers.
Zu Sardinien zählen auch etliche vorgelagerte kleinere Inseln und Inselgruppen wie der Sulcis-Archipel im Südwesten, Asinara im Nordwesten und der La-Maddalena-Archipel sowie der Tavolara-Archipel im Nordosten.

### Klima
Das Klima ist im Wesentlichen mediterran, mit warmem Frühling und Herbst, heißem Sommer und mildem Winter.
|                       | Jan  | Feb  | Mär  | Apr  | Mai  | Jun  | Jul  | Aug  | Sep  | Okt  | Nov  | Dez  |   |      |
| Mittl. Tagesmax. (°C) | 13,1 | 13,8 | 16,1 | 18,8 | 22,9 | 27   | 30,1 | 29,9 | 26,8 | 22,4 | 17,8 | 14,4 | ⌀ | 21,1 |
| Mittl. Tagesmin. (°C) | 6,3  | 6,7  | 8,2  | 10,1 | 13,1 | 16,7 | 19,2 | 19,8 | 18   | 14,7 | 10,8 | 8,1  | ⌀ | 12,7 |
|                       |      |      |      |      |      |      |      |      |      |      |      |      |   |      |
| Niederschlag (mm)     | 49   | 43   | 38   | 30   | 30   | 11   | 3    | 12   | 28   | 76   | 76   | 62   | Σ | 458  |
|                       |      |      |      |      |      |      |      |      |      |      |      |      |   |      |
| Regentage (d)         | 8    | 7    | 7    | 5    | 4    | 1    | 0    | 1    | 3    | 6    | 9    | 9    | Σ | 60   |

| 6,3 |

| 6,7 |

| 8,2 |

| 10,1 |

| 13,1 |

| 16,7 |

| 19,2 |

| 19,8 |

| 18 |

| 14,7 |

| 10,8 |

| 8,1 |

| 6,3 |

| 6,7 |

| 8,2 |

| 10,1 |

| 13,1 |

| 16,7 |

| 19,2 |

| 19,8 |

| 18 |

| 14,7 |

| 10,8 |

| 8,1 |

| N i e d e r s c h l a g | 49  | 43  | 38  | 30  | 30  | 11  | 3   | 12  | 28  | 76  | 76  | 62  |
|                         | Jan | Feb | Mär | Apr | Mai | Jun | Jul | Aug | Sep | Okt | Nov | Dez |

### Winde
(für die Herkunft der Bezeichnungen auf der Windrose)
- Tramontana – Nord-Wind: tritt häufig mit sehr starken Böen und Regen auf. Kann sowohl bei stabiler Schönwetterlage als auch bei wolkenverhangenem Himmel auftreten. In den meisten Fällen kommt es zu kurzfristigen Temperaturstürzen.
- Greco – Nordost-Wind: kalter, meist böiger Wind, der häufig in Tiefdruckgebieten auftritt.
- Levante – Ost-Wind: leichter, warmer Wind, der in der Regel auf den Mistral (Maestrale) folgt und den starken Scirocco ankündigt. Er entsteht in der Sahara.
- Scirocco – Südost(Süd)-Wind: heißer Wind, der aus Südosten bzw. häufig auch aus Süden weht. Er kann besonders in den Sommermonaten sehr heiß sein und hohe Luftfeuchtigkeit erzeugen. Vereinzelt weht er auch Saharasand nach Sardinien.
- Ostro – Süd-Wind: ähnelt dem Scirocco, nur in abgeschwächter Form und ohne Saharasand.
- Libeccio – Südwest-Wind: im Winter leichter Wind, der Regen und Gewitter mitbringen kann. Im Sommer starker Wind, der starke Böen entwickelt und gewöhnlich zu hohem Seegang führt.
- Ponente – West-Wind: schwacher Wind, der in der Regel im Sommer auftritt und für klaren Himmel sorgt.
- Maestrale – Nordwest-Wind: stürmischer Wind, der meistens im Frühling und Herbst auftritt. Sorgt für kaltes, aber sonniges Wetter.

### Politik
Die Autonome Region Sardinien (sardisch Regione Autònoma de Sardigna, italienisch Regione Autonoma della Sardegna) ist eine der 20 Regionen der Italienischen Republik. Präsident der Region Sardinien ist seit März 2024 Alessandra Todde (M5S).

### Verwaltungsgliederung
Die autonome Region Sardinien war politisch lange in drei Provinzen unterteilt: Cagliari, Sassari und Nuoro. 1974 wurde die Provinz Oristano neu gebildet; zwischen 2005 und 2016 gab es vier weitere Provinzen: Olbia-Tempio, Ogliastra, Carbonia-Iglesias und Medio Campidano. 2021 erfolgte eine weitere Aufstockung auf acht Provinzen mit insgesamt zwölf Hauptorten.

### Gebiete

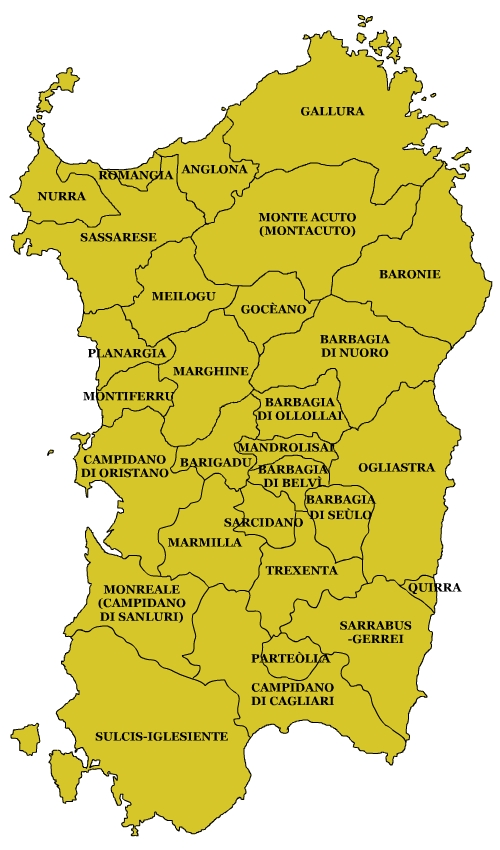
Die historischen Landschaften Sardiniens

Die Insel ist in Gebiete (Landschaften) eingeteilt, die sich durch Gebirge oder Ebenen ergeben.
- Anglona
- Arborea
- Barbagia
- Baronia
- Campidano
- Gallura
- Goceano
- Iglesiente
- Logudoro
- Marmilla
- Meilogu
- Monti Ferru
- La Nurra
- Ogliastra
- Planargia
- Quirra
- Sarcidano
- Sarrabus
- Sulcis
- Supramonte
- Trexenta
- Turritano

### Städte
| Stadt             | Einwohnerzahl 31. Dezember 2023 |
| ----------------- | ------------------------------- |
| Cagliari          | 147.411                         |
| Sassari           | 121.085                         |
| Quartu Sant’Elena | 68.509                          |
| Olbia             | 61.481                          |
| Alghero           | 42.281                          |
| Nuoro             | 33.622                          |
| Oristano          | 30.287                          |
| Selargius         | 28.437                          |
| Carbonia          | 25.971                          |
| Assemini          | 25.762                          |
| Iglesias          | 24.908                          |

### Küsten

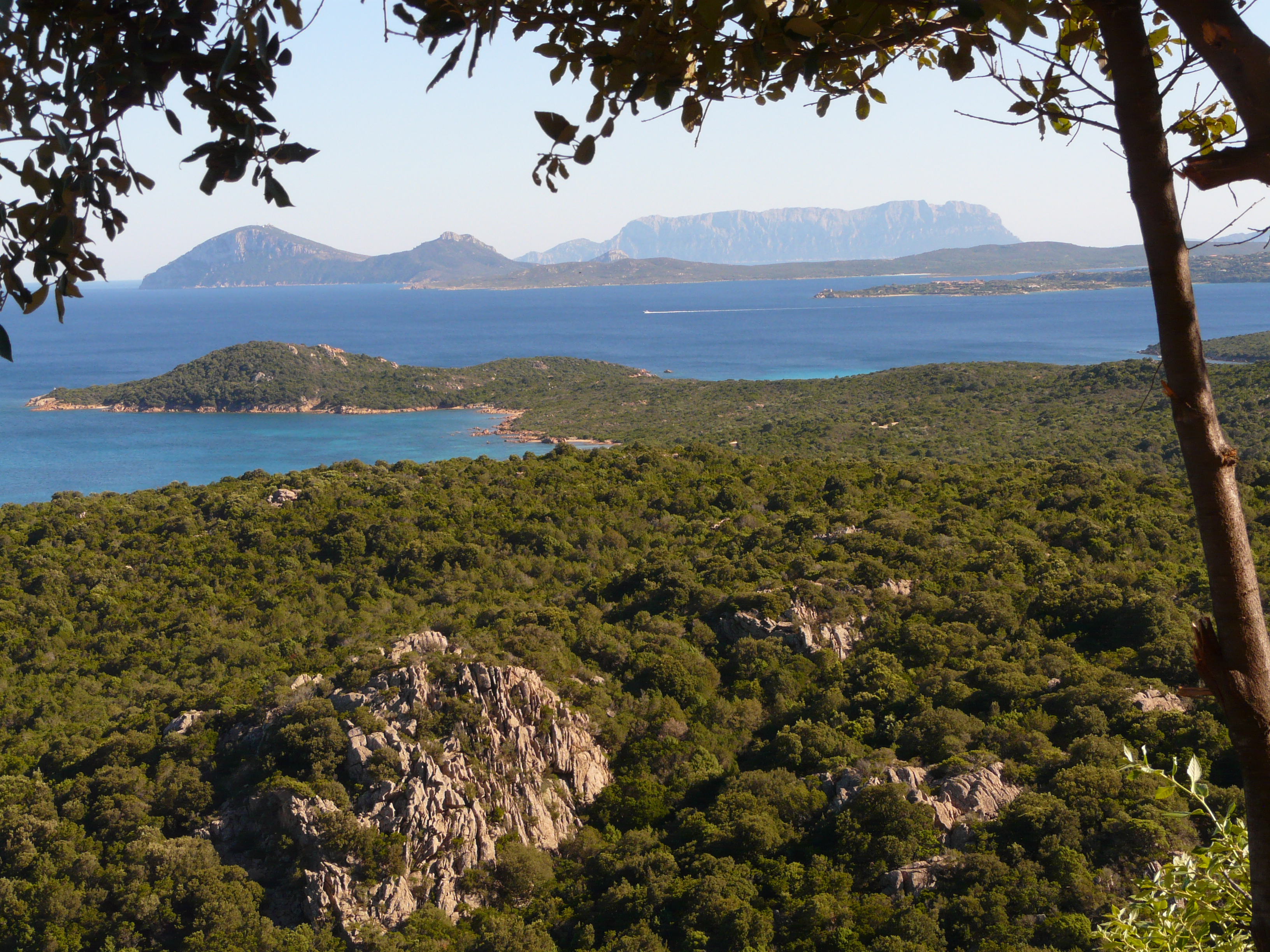
Abschnitt der Costa Smeralda mit Blick Richtung Südosten auf die Landzunge Petra Ruja, Halbinsel Golfo Aranci und Isola Tavolara

Einschließlich der kleinen vorgelagerten Inseln erreicht Sardinien eine Küstenlänge von 1848,6 Kilometern.
Einige Küstenabschnitte haben bekannte Namen: Costa Smeralda – Costa Rei – Costa Verde – Costa Paradiso – Costa del Sud.

### Flüsse
Die längsten Flüsse Sardiniens sind der bei Oristano an der Westküste mündende Tirso mit 150 km Länge, der Coghinas mit 123 km, der an der südlichen Ostküste ins Meer mündende Flumendosa mit 122 km und der bei Bosa mündende sechs bis acht Kilometer lange schiffbare Temo.

### Berge
Hügel- und Berglandschaften prägen mehr als vier Fünftel der Insel. Das felsige Hochland nimmt eine Fläche von 16.352 km² ein, die Berge 3.287 km² (also 14 % des Territoriums).
Die höchsten Berge sind mit 1834 m die Punta La Marmora und mit 1829 m der Bruncu Spina im zentral gelegenen Gebirge Gennargentu. Südlich davon liegt  Supramonte, der zweithöchste Gebirgszug der Insel. Im Norden dominiert der 1359 m hohe Monte Limbara. Im Süden findet sich die älteste geologische Formation Sardiniens, die Monti del Sulcis.
Im Südteil gibt es viele verlassene Minen mit ehemals Gold-, Silber- und Eisenvorkommen.

### Inseln

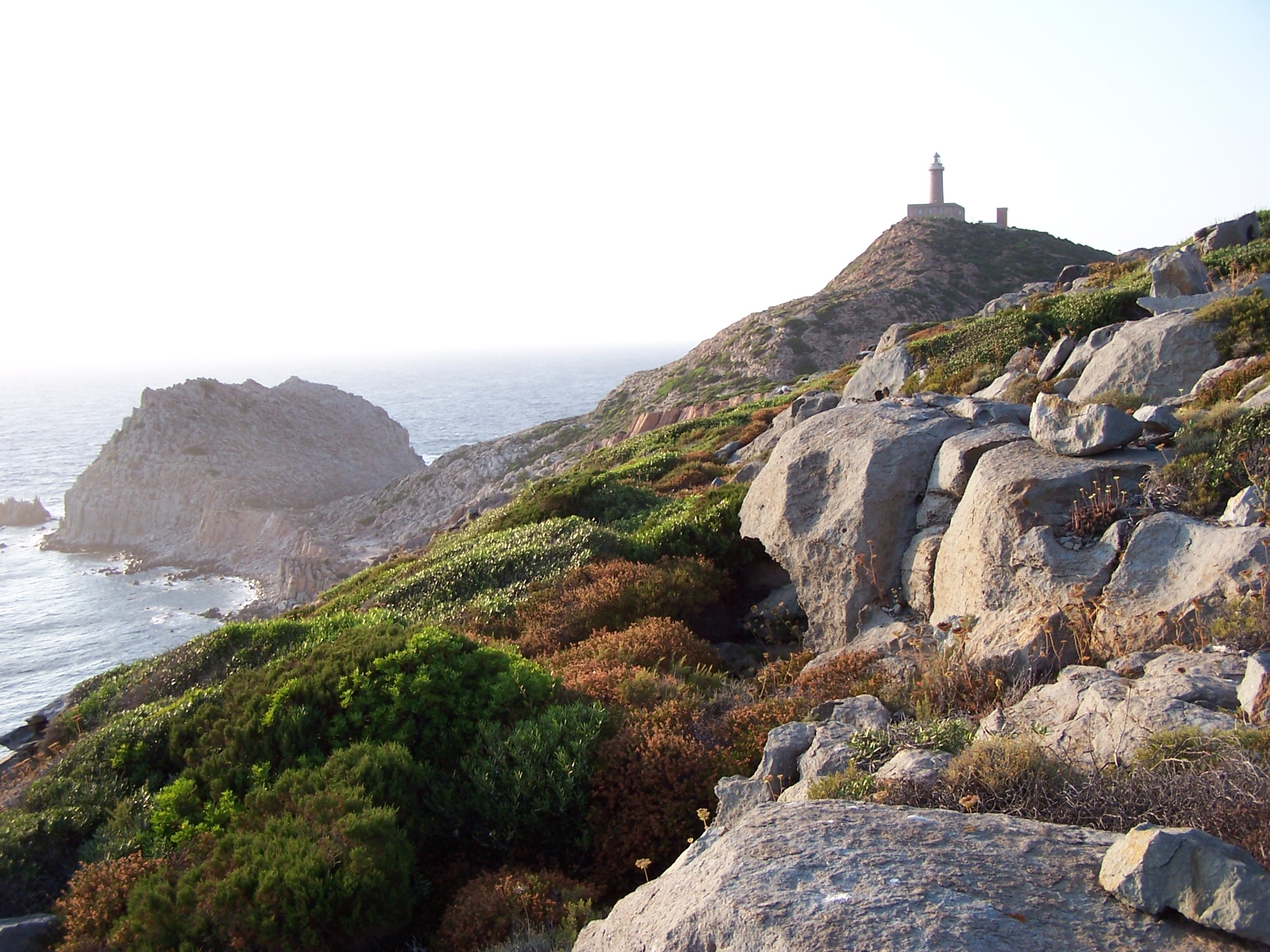
San Pietro

Der Hauptinsel Sardinien sind zahlreiche Inseln vorgelagert:
| Asinara         |                                             | La-Maddalena-Archipel, Tavolara-Archipel |
| Mal di Ventre   | Kompassrose, die auf Nachbargemeinden zeigt | Ogliastra                                |
| Sulcis-Archipel |                                             | Cavoli, Serpentara                       |

## Fauna
Sardinien gilt als Naturreservat, in dem tausende seltener Tier- und Pflanzenarten unter Schutz gestellt sind.

### Säugetiere

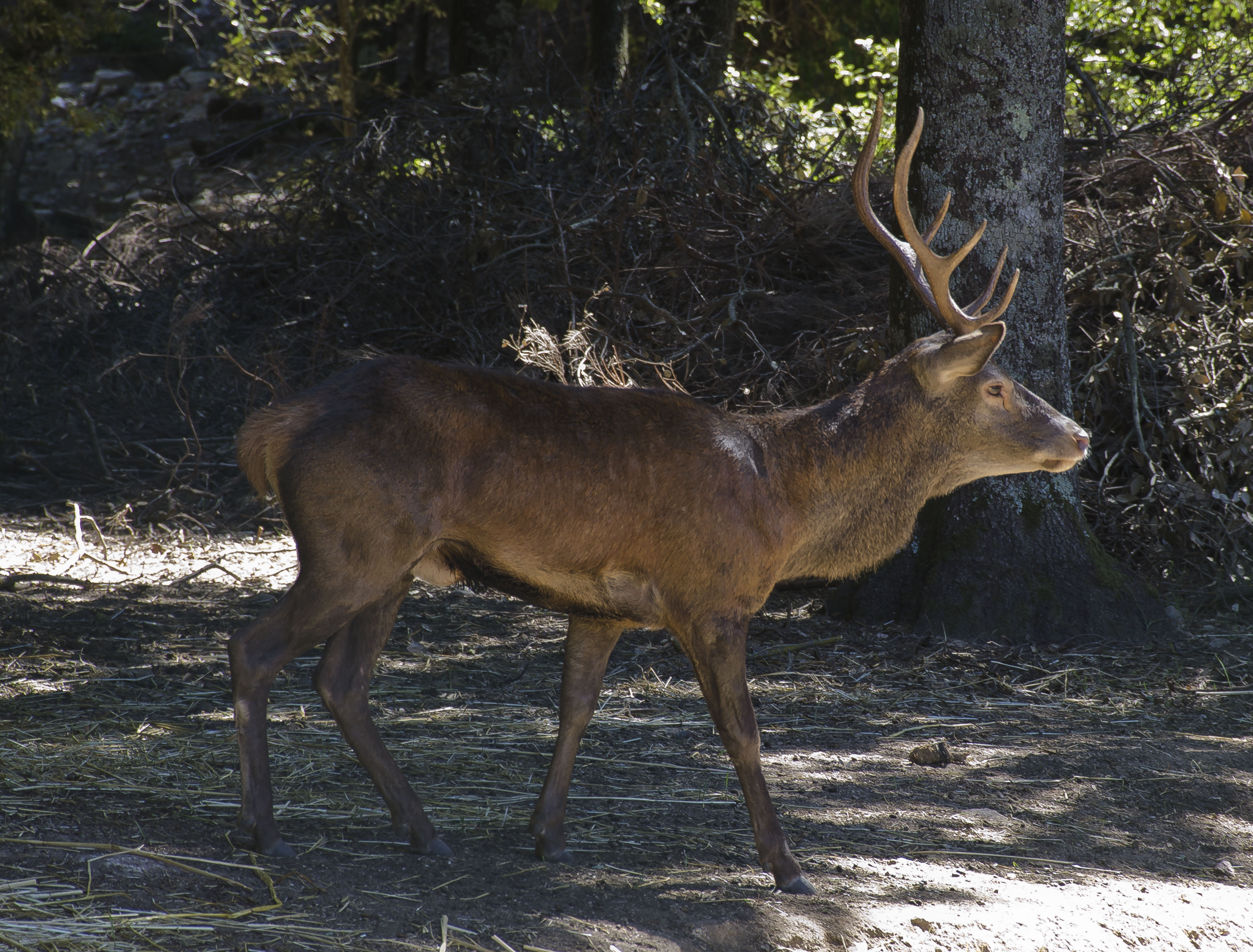
Tyrrhenischer Rothirsch

Auswahl bisher bekannter Säugetierarten:
- Tyrrhenischer Rothirsch (Cervus elaphus corsicanus)
- Damhirsch (Dama dama)
- Mufflon (Ovis musimon)
- Sardisches Langohr (Plecotus sardus)
- Wildschwein (Sus scrofa meridionalis)
- Giara-Pferd

### Vögel

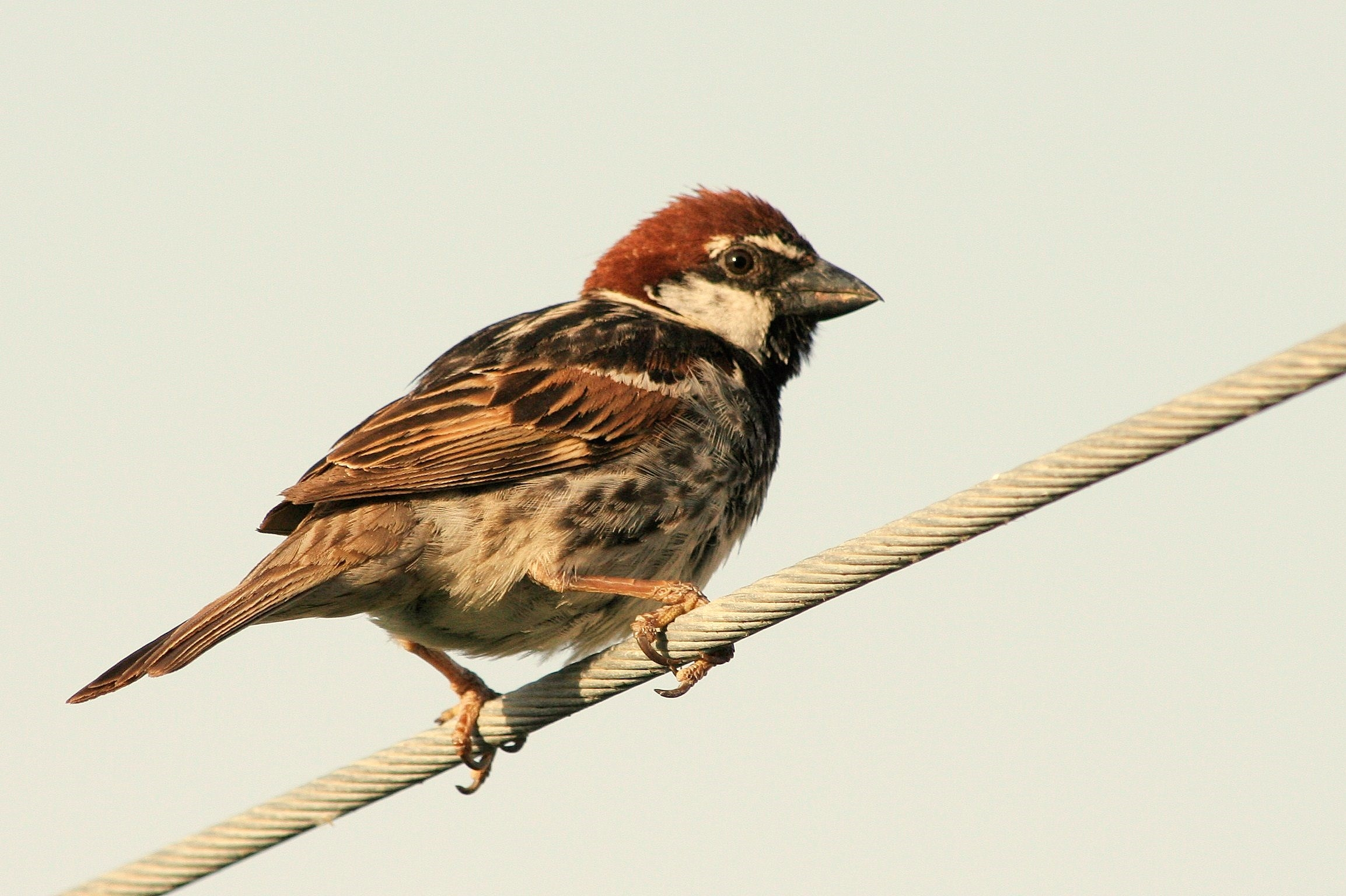
Weidensperling

Auswahl bisher bekannter Vogelarten:
- Zwergohreule (Otus scops)
- Weidensperling (Passer hispaniolensis)
- Moschusente (Cairina moschata)
- Stelzenläufer (Himantopus himantopus)
- Rosaflamingo (Phoenicopterus roseus)

### Amphibien

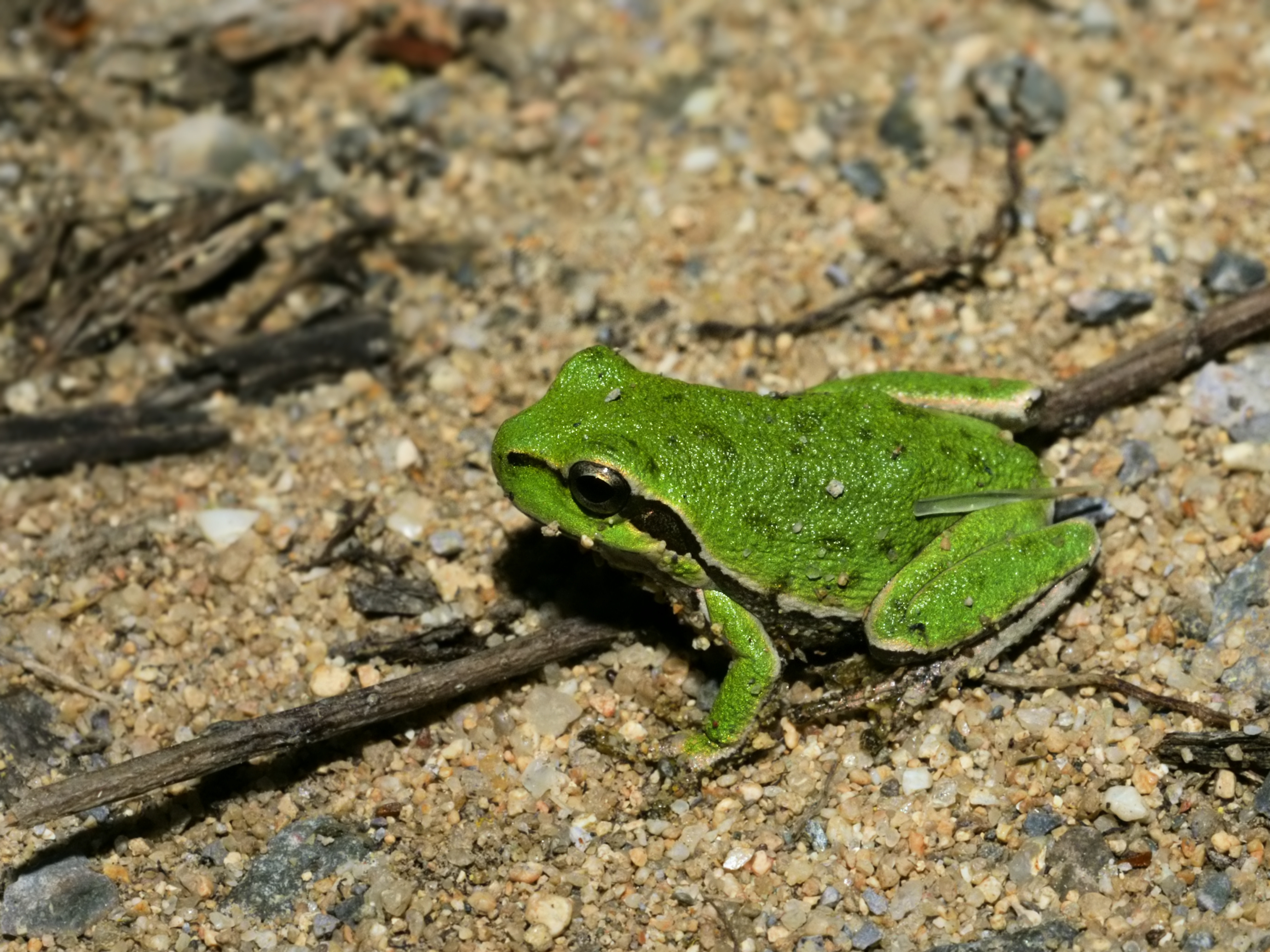
Tyrrhenischer Laubfrosch

Auswahl bisher bekannter Amphibienarten:
- Sardischer Gebirgsmolch (Euproctus platycephalus)
- Sàrrabus-Höhlensalamander (Speleomantes sarrabusensis)
- Duftender Höhlensalamander (Speleomantes imperialis) Syn.: Südost-Sardischer Höhlensalamander (Hydromantes imperialis)
- West-Sardischer Höhlensalamander (Hydromantes genei)
- Nordost-Sardischer Höhlensalamander (Hydromantes flavus)
- Mittelost-Sardischer Höhlensalamander (Hydromantes supramontis)
- Sardischer Scheibenzüngler (Discoglossus sardus)
- Wechselkröte (Bufo viridis)
- Tyrrhenischer Laubfrosch (Hyla sarda)

### Reptilien

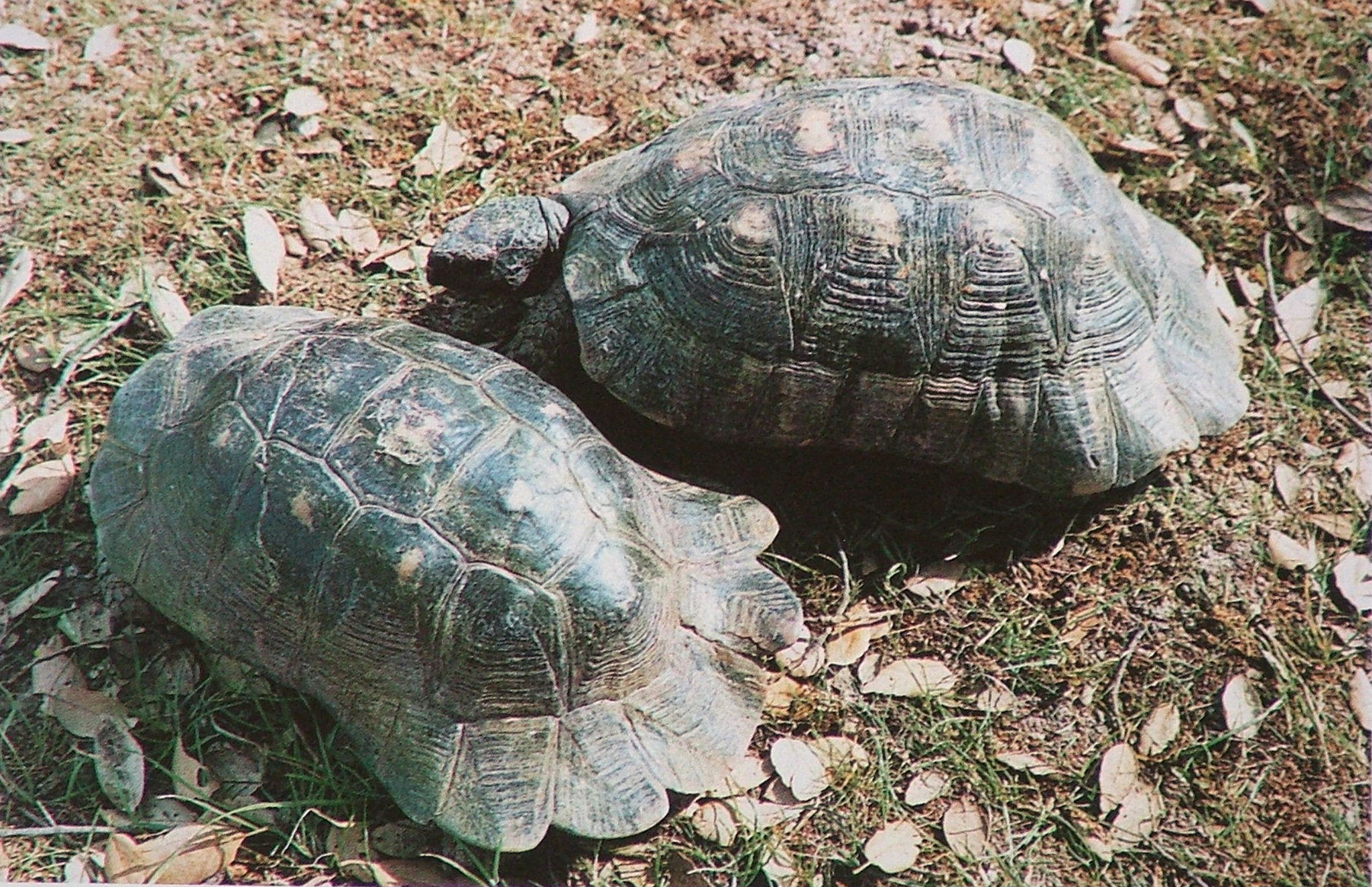
Sardische Breitrandschildkröte

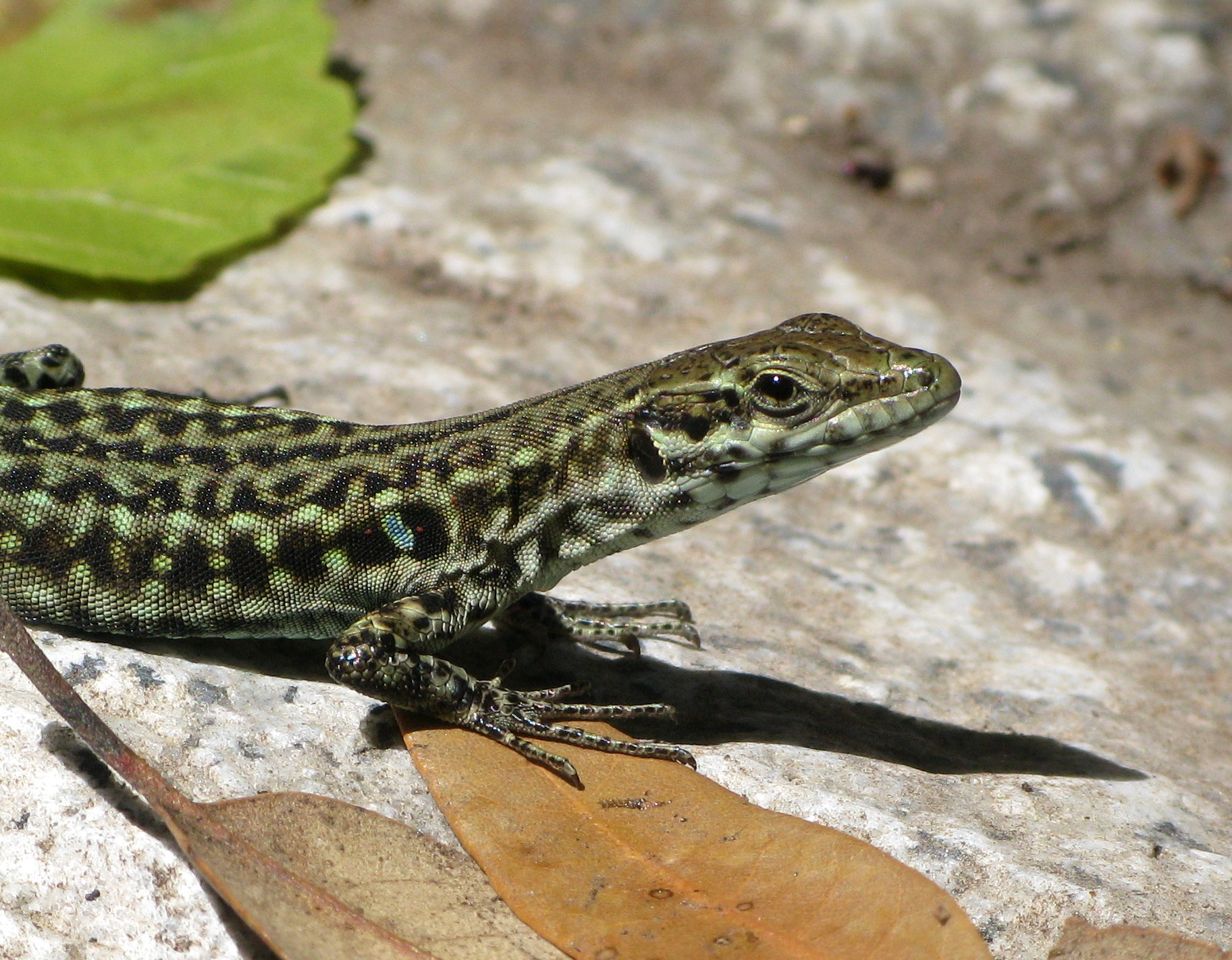
Tyrrhenische Mauereidechse

Auswahl bisher bekannter Reptilienarten:
- Griechische Landschildkröte (Testudo hermanni)
- Maurische Landschildkröte (Testudo graeca)
- Breitrandschildkröte (Testudo marginata)
- Europäische Sumpfschildkröte (Emys orbicularis)
- Europäischer Halbfinger (Hemidactylus turcicus)
- Europäischer Blattfinger (Phyllodactylus europaeus)
- Mauergecko (Tarentola mauritanica)
- Zwerg-Kieleidechse (Algyroides fizingeri)
- Tyrrhenische Gebirgseidechse (Archaeolacerta bedriagae)
- Ruineneidechse (Podarcis sicula)
- Tyrrhenische Mauereidechse (Podarcis tiliguerta)
- Gefleckter Walzenskink (Calcides ocellatus)
- Erzschleiche (Calcides calcides)
- Hufeisennatter (Coluber hippocrepis)
- Gelbgrüne Zornnatter (Hierophis viridiflavus)
- Äskulapnatter (Zamenis [Elaphe] longissimus)
- Ringelnatter (Natrix natrix)
- Vipernatter (Natrix maura)

## Transport und Verkehr

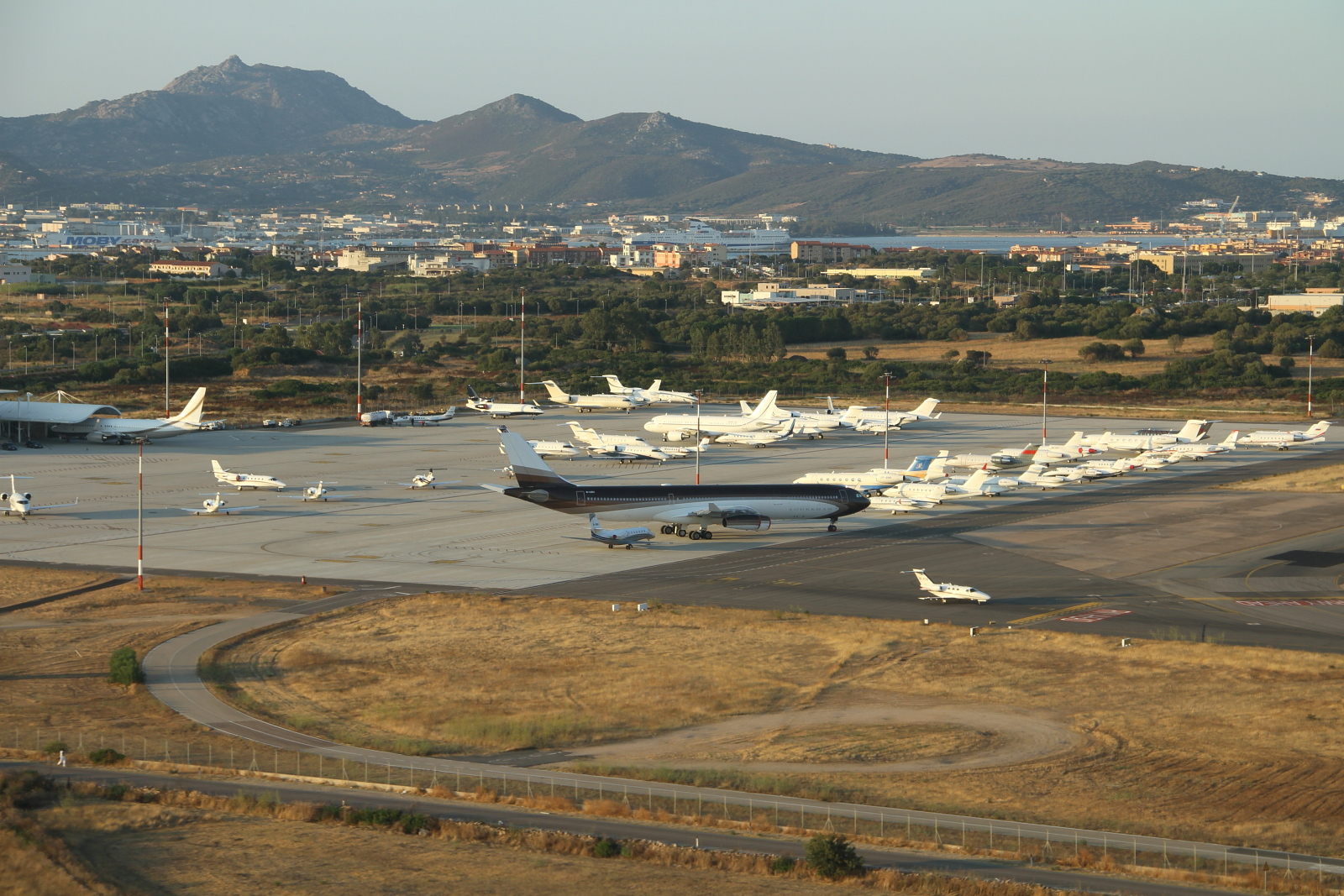
Flughafen Olbia, General Aviation Terminal

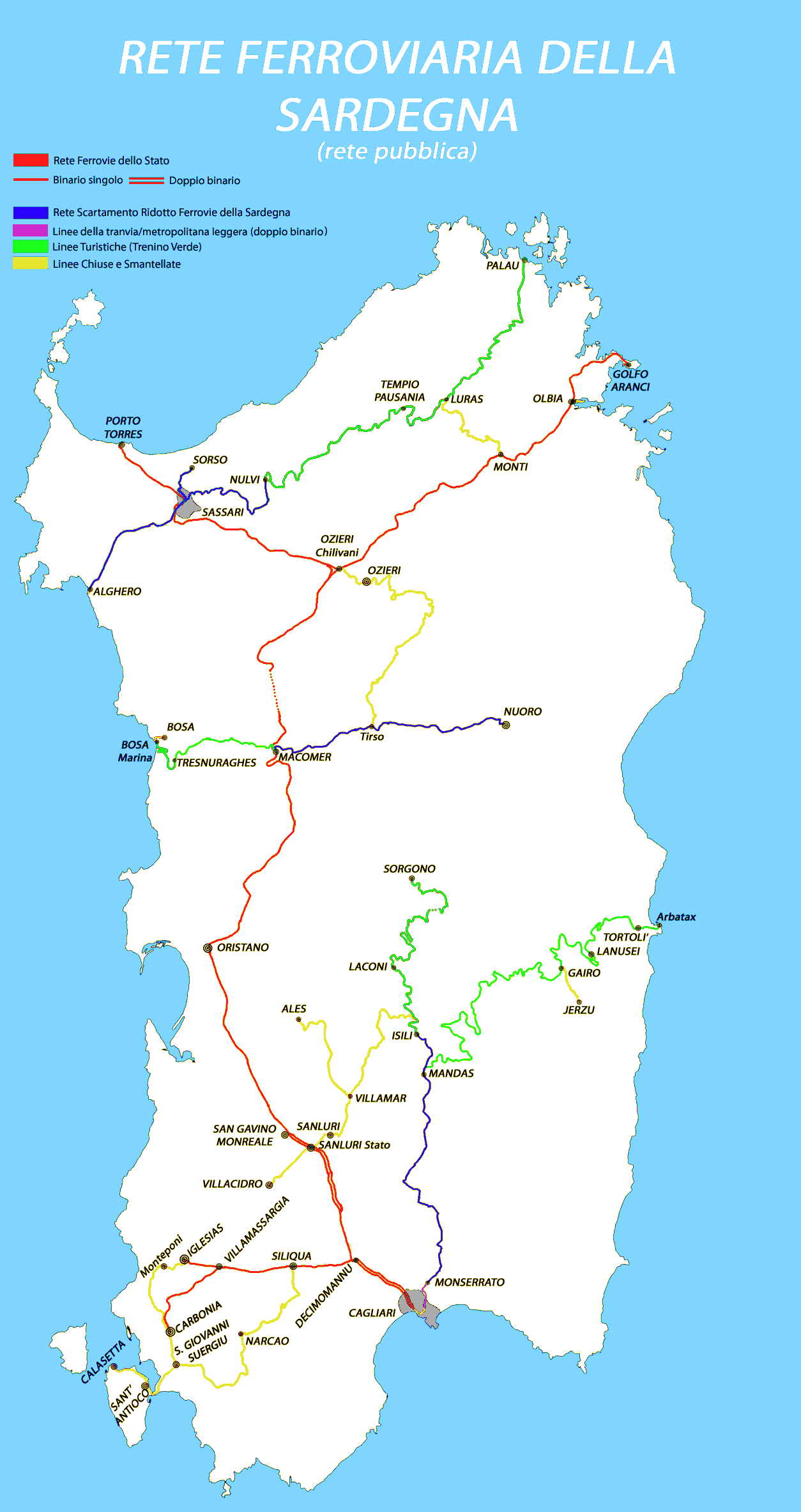
Eisenbahnstrecken: Rot: Italienische Staatsbahn; Blau, Lila und Grün: Ferrovie della Sardegna; (stillgelegte Strecken gelb)

Sardinien ist die einzige Region Italiens ohne Autobahn: Es gibt öffentliche und gebührenfreie Schnellstraßen, die die wichtigsten Städte verbinden und von denen Nebenstraßen in alle Ortschaften abzweigen.

Neben den Eisenbahnen der Ferrovie dello Stato Italiane gibt es mehrere schmalspurige Regionalstrecken der Ferrovie della Sardegna sowie deren Tourismusprojekt unter ihrer volkstümlichen Bezeichnung Trenino Verde u. a. zwischen Bosa Marina – Macomer und Arbatax – Mandas. Die Elektrifizierung der Strecken der Ferrovie dello Stato wurde – abweichend von den elektrifizierten Strecken auf dem Festland und Sizilien mit Einphasenwechselstrom 25 kV/50 Hz – begonnen, allerdings nach kurzer Bauzeit wieder eingestellt.
Der öffentliche Überlandverkehr besteht aber vor allem aus einem engmaschigen Netz an Überlandbusverbindungen, die von verschiedenen Gesellschaften bedient werden.
Im Jahr 2016 lag der Motorisierungsgrad (Personenkraftwagen pro 1000 Einwohner) bei 619.
Neben den Verkehrsflughäfen von Cagliari, Olbia und Alghero gibt es auf Sardinien noch zivile Flugplätze bei Oristano (Fenosu) und Arbatax (Tortolì). Von den beiden letzteren aus findet oder fand zeitweise kein Flugbetrieb mehr statt.
Wenige Kilometer nordwestlich des Flughafens Cagliari befindet sich der Militärflugplatz Decimomannu, den auch die NATO-Streitkräfte nutzen, darunter bis 2016 die deutsche Luftwaffe (Taktisches Ausbildungskommando der Luftwaffe in Italien – TaktAusbKdoLwIT (aufgelöst)). In Salto di Quirra an der Ostküste Sardiniens gibt es einen Startplatz für militärische Raketen und für Raketen zur Erforschung der Hochatmosphäre.

## Wappen

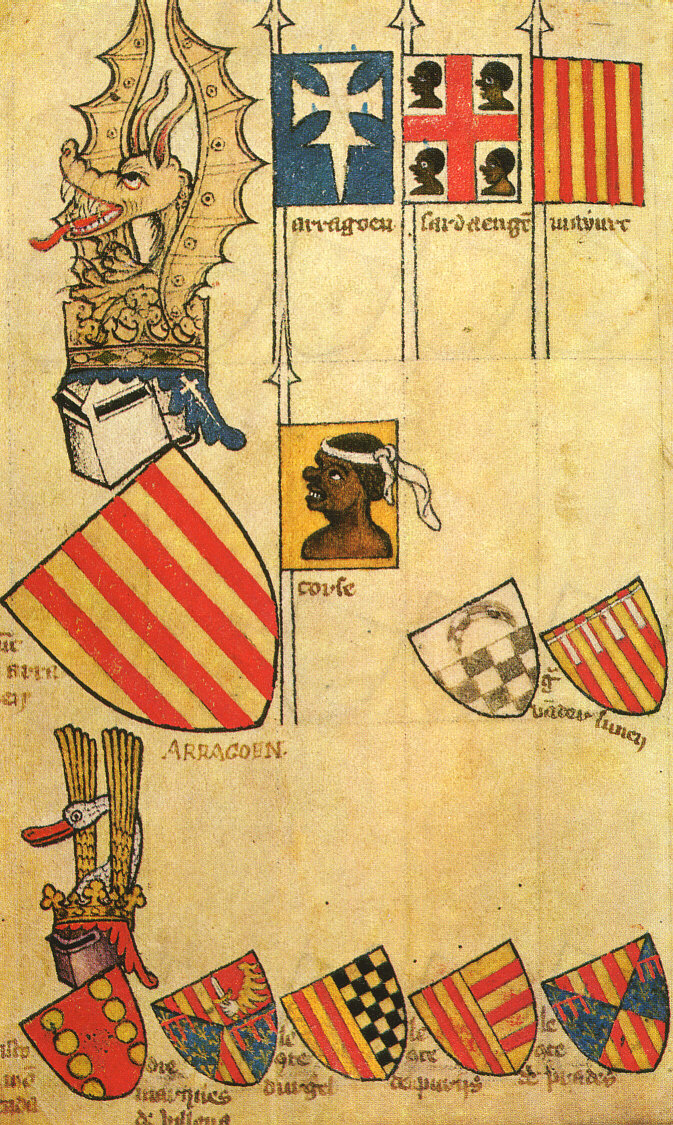
Armorial Gelre (Folie 62r) mit der Darstellung der Flagge Sardiniens

Beschreibung des Wappens (sowie der Flagge bis 1999): In Silber wird ein durchgehendes rotes Kreuz (Georgskreuz) von nach rechts gewandten Maurenköpfen mit silbernen Augenbinden bewinkelt. Wappen und Flagge gehen auf Peter I. von Aragon zurück. Sie sollen an dessen Sieg in der Schlacht von Alcoraz während der Reconquista erinnern. Mit dem Friede von Anagni kam Sardinien Ende des 13. Jahrhunderts unter die Krone Aragons. Dort wurde das Georgskreuz mit den vier Maurenköpfen als Symbol des Landes übernommen. Der Oberherrschaft Aragons entsprechend ordnete das um 1400 entstandene Armorial Gelre die Flagge Sardiniens der Krone Aragons zu. Flagge und Wappen sind im Wesentlichen identisch. 1999 erfuhr allerdings die Flagge zwei auf den ersten Blick unscheinbare, aber nicht unwesentliche Änderungen: Die Blickrichtung wurde gedreht, und die Augenbinde wurde zum Stirnband. Die Detailzeichnung des Maurenkopfs ist nun dieselbe wie bei der Flagge Korsikas, jedoch seitenverkehrt.

## Wirtschaft
Im Gebiet um Carbonia wurde von 1854 bis 2012 Steinkohle gefördert, in größeren Mengen zwischen 1936 und 1971.
Im Vergleich mit dem BIP der EU erreichte Sardinien 2017, ausgedrückt in Kaufkraftstandards, einen Index von 70 (EU-28=100). Mit einem Wert von 0,863 erreicht Sardinien Platz 15 unter den 20 Regionen Italiens im Index der menschlichen Entwicklung. Im Jahr 2017 betrug die Arbeitslosenquote 17 %.
Die sardische Wirtschaft lebt hauptsächlich vom Tourismus und von der Erdölindustrie; weitere wichtige Bereiche: Handel, Dienstleistungen, Informationstechnik und Gastronomie. Von Bedeutung sind außerdem Wein (Cannonau) und Schafskäse (Pecorino sardo). Im Norden der Insel spielt die traditionelle Korkproduktion eine herausragende Rolle.

## Kultur

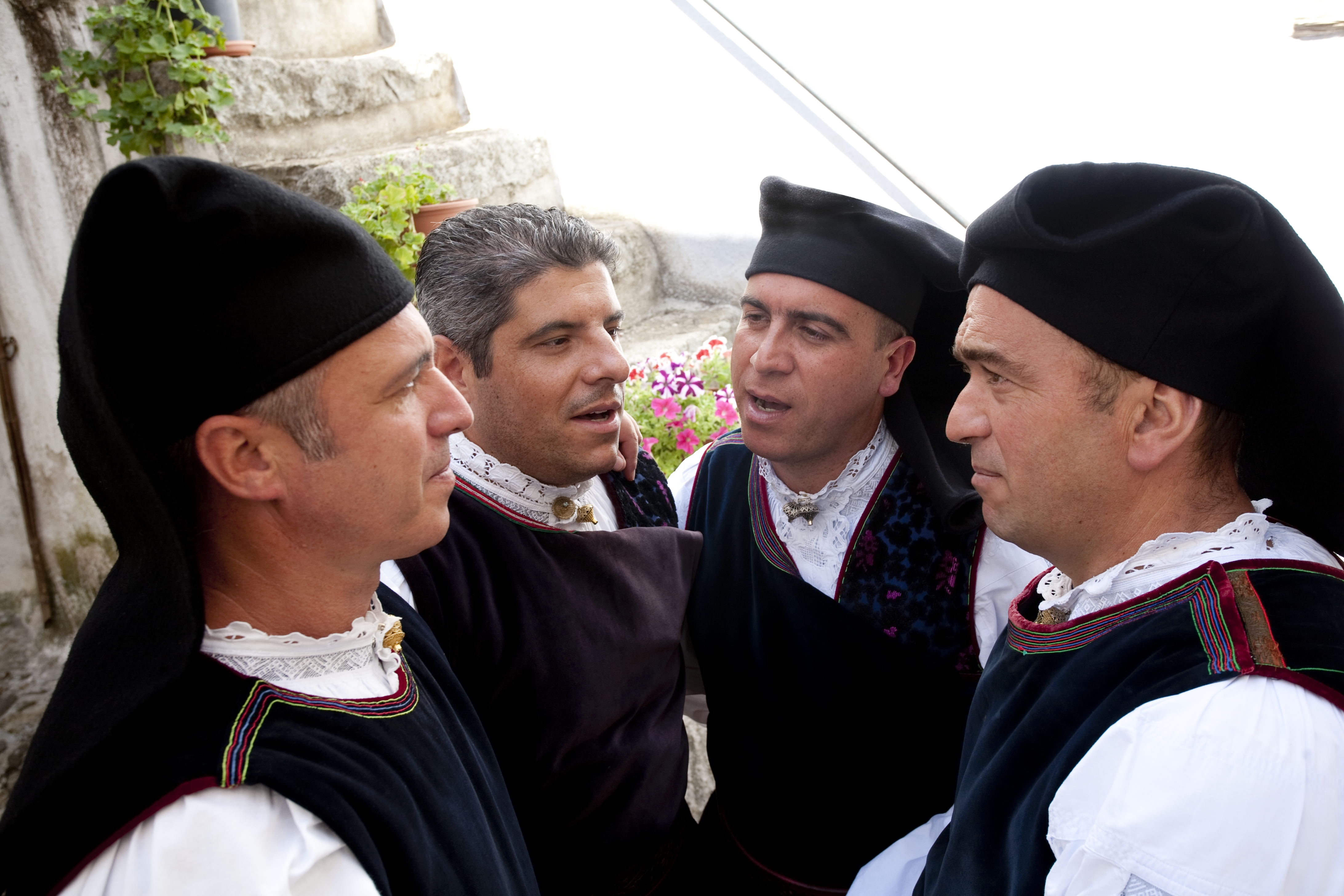
Tenores di bitti Mialinu Pira

### Sardische Musik
Im Norden Sardiniens, um die Region Barbagia, ist die a-cappella-Gesangsform Canto a Tenore bekannt, die sich bei den Schäfern der Insel entwickelt hat. Dabei wird ein Sänger (boche) von drei Männerstimmen (bassu, mesu boche und contra) in monotonen Harmonien begleitet. Die beiden unteren Stimmen werden durch besondere Kehlkopf-Techniken mit Obertönen angereichert, die Begleitsänger stehen eng im Halbkreis vor dem Solisten. Das Repertoire reicht von Serenaden bis zu Tanzliedern, die Texte beschreiben historische und aktuelle Ereignisse und können so als traditionelle wie auch zeitgenössische kulturelle Darbietungen bezeichnet werden. Dieser traditionelle Gesang wird ebenso bei informellen Treffen in zilleri (Gaststätten) wie bei religiösen Veranstaltungen, Hochzeiten oder dem sardischen Karneval vorgetragen und wurde 2008 in die UNESCO-Liste des immateriellen Kulturerbes der Menschheit aufgenommen.

## Bildung
Auf Sardinien sind folgende universitären Einrichtungen angesiedelt:
- Universität Cagliari
- Universität Sassari
- Pontificia facoltà teologica della Sardegna

## Tourismus
Im Jahr 2009 verzeichnete Sardinien rund 2,46 Millionen Ankünfte und knapp 12,3 Millionen Übernachtungen. In den Beherbergungsbetrieben standen ca. 199.000 Schlafgelegenheiten zur Verfügung.

### Historische Ziele

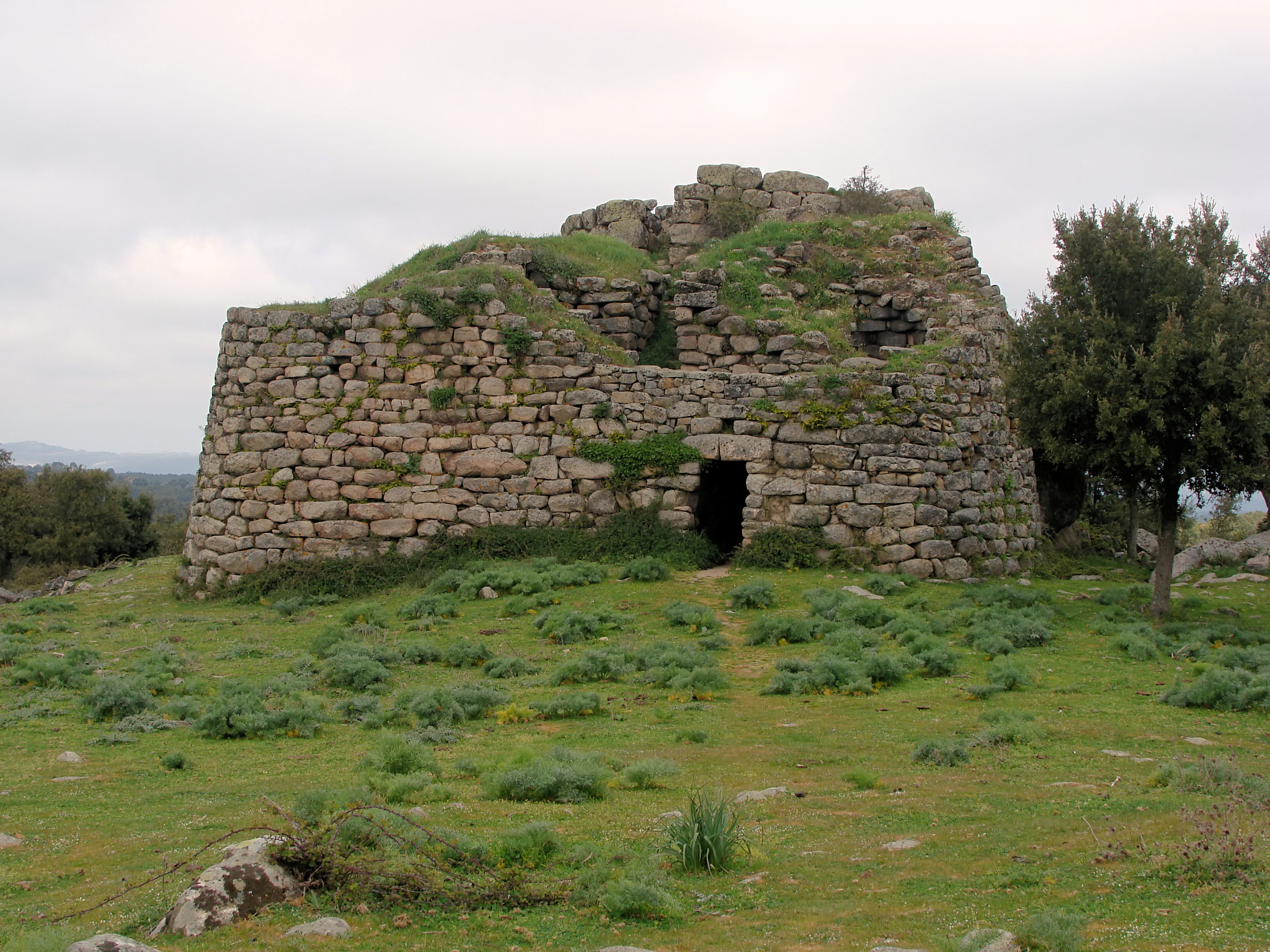
Nuraghe Loelle

- Romanische Kirchen im pisanischen oder provenzalischen Stil auf Sardinien
- Byzantinische Kirchen auf Sardinien

### Geographische Sehenswürdigkeiten

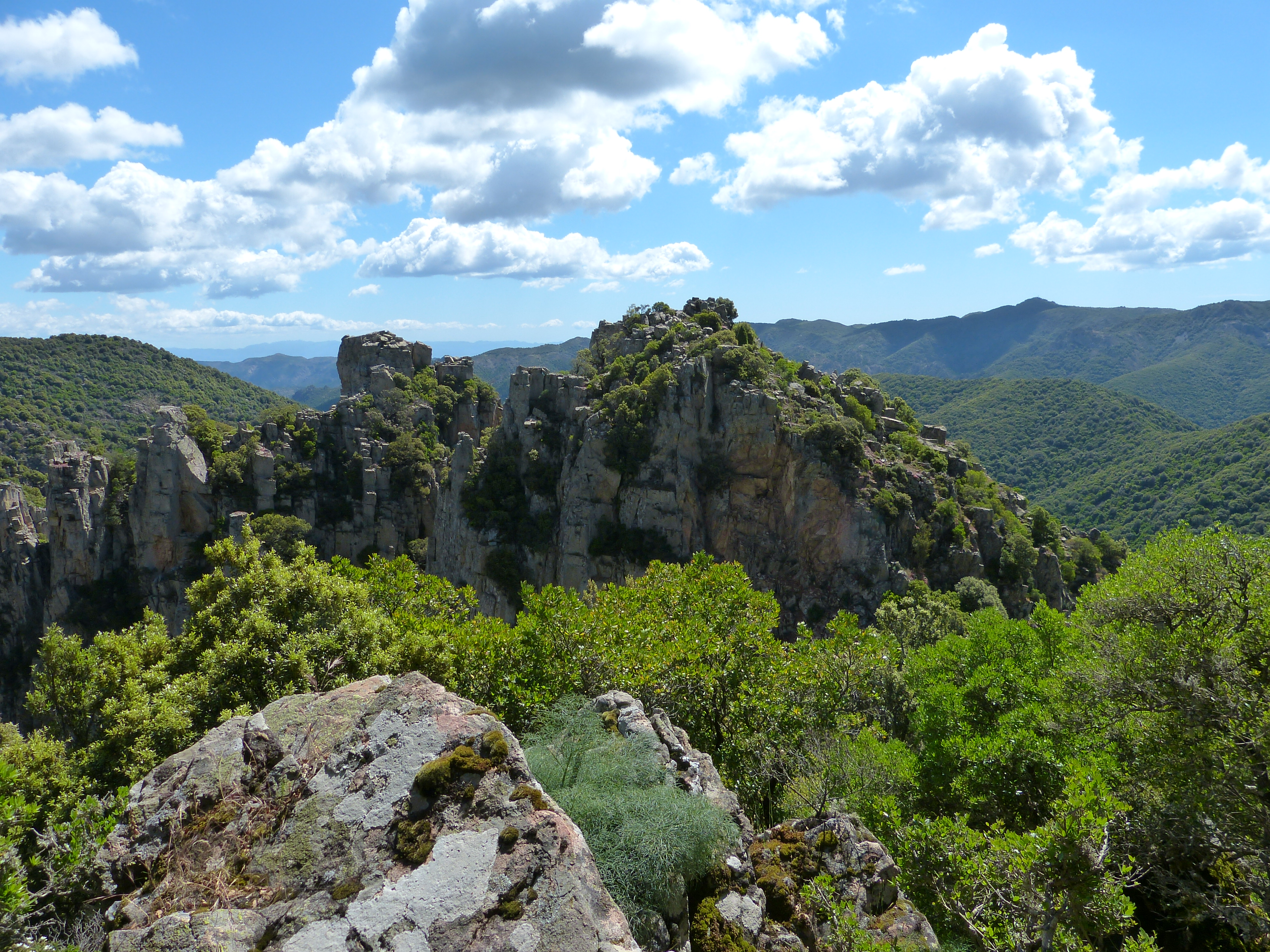
Nationalpark Parco del Sulcis

- Liste der Naturparks in Italien/Sardinien
- Die roten Felsen von Arbatax
- Capo d’Orso
- Capo Testa
- Gennargentu
- Grotta del Bue Marino
- Grotta di Nettuno
- Grotta su Marmuri
- Grotta di Ispinigoli
- Die Berg- und Küstenstraßen zwischen den ebenso sehenswerten Orten Alghero und Bosa
- Parco del Sulcis
- La Maddalena (Insel)
- Porto Cervo
- Roccia dell’elefante
- Supramonte

### Segeln/Surfen
Die gesamte Insel ist aufgrund ihres Klimas und der vorherrschenden Winde nicht nur bei Italienern ein sehr beliebtes Segel- und Windsurfrevier. Es gibt zahlreiche gut ausgerüstete Häfen und Marinas als Ausgangspunkte für diese Sportarten.

## Kulinarische Spezialitäten

### Speisen
- Burrida
- Pecorino, ein Schafskäse

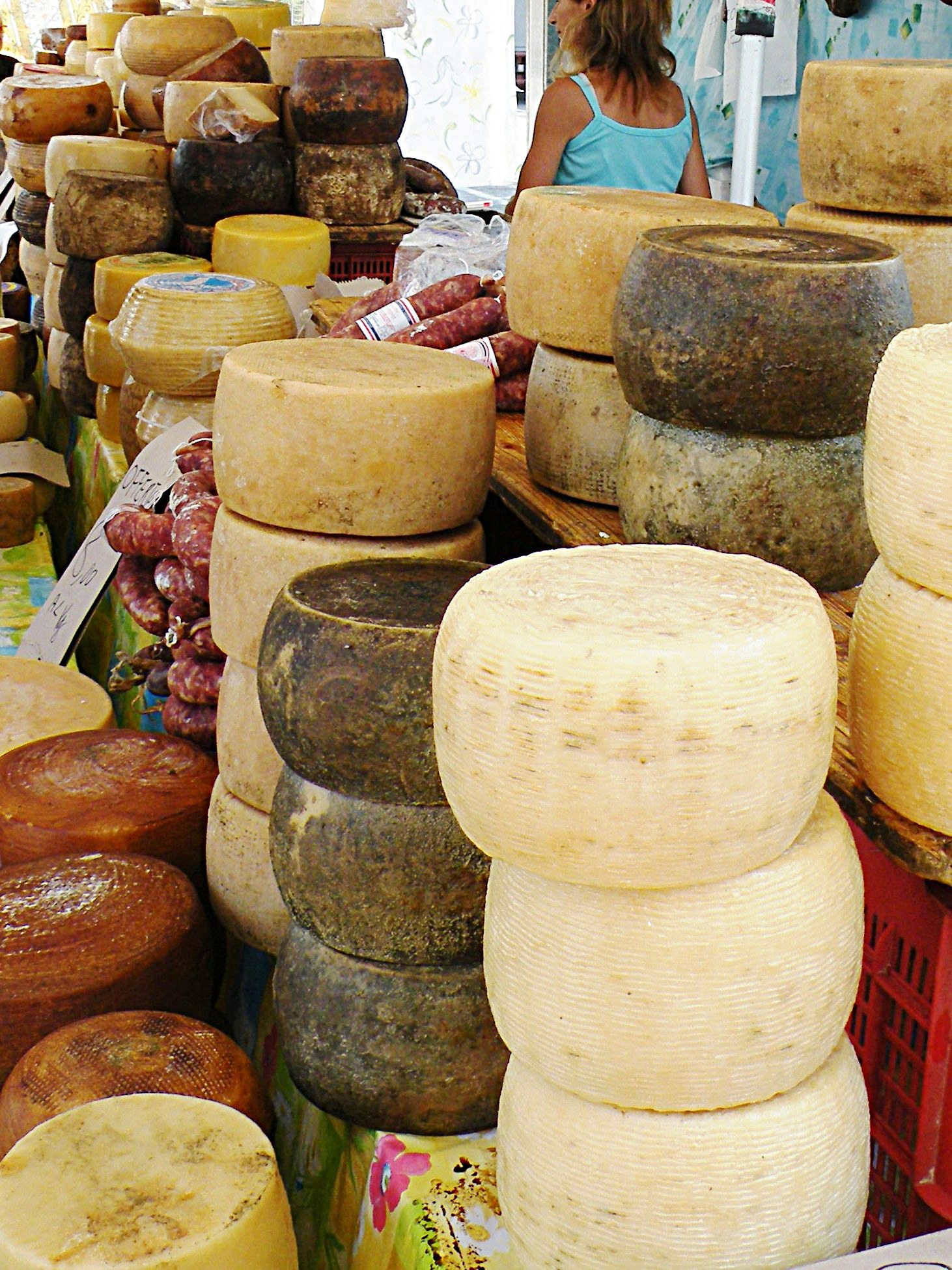
Sardischer Pecorino

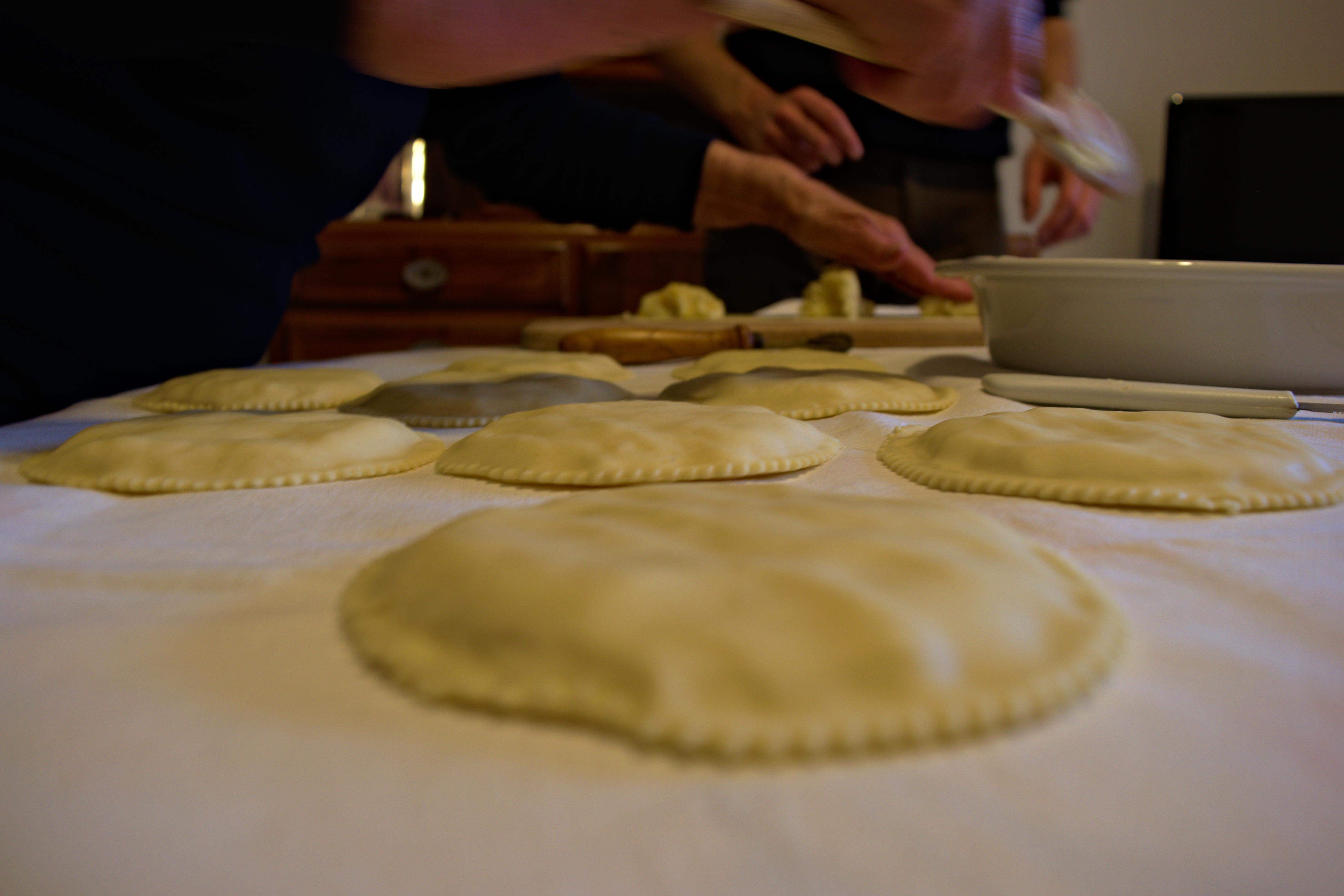
Seadas

- Pane Carasau, dünnes getrocknetes Hirtenbrot, auch Carta di musica (Notenpapier) genannt; wird aus Weizenmehl, Hefe und Salz hergestellt; die dünnen Fladen werden schnell und sehr heiß zweifach gebacken, damit sie lange haltbar bleiben
- Pane Guttiau, eine Version des Pane Carasau mit Olivenöl
- Porcheddu, Spanferkel gegrillt
- Culurgiones, eine Nudelspezialität Sardiniens, vergleichbar mit Ravioli
- Seadas/Sebadas, große, in Olivenöl gebackene Käsetaschen mit Honig (Süßspeise)
- Fregula, eine verbreitete Art Hartweizengrieß in kleiner Kugelform
- Malloreddus, kleine sardische Gnocchi (Nudelsorte)
- Bottarga, getrockneter Rogen, vor allem der Meeräsche, werden in Nudelgerichten (vorwiegend Spaghetti) verwendet
- Casu Marzu, überreifer Schafskäse mit Fliegenmaden

### Getränke
- Cannonau di Sardegna (auch Grenache genannt), ein kräftiger Rotwein
- Monica Nera, auch unter dem Synonym Monica di Sardegna, eine autochthone Rotweinrebe aus Sardinien
- Vermentino di Gallura, einziger Weißwein aus Sardinien mit DOCG-Bezeichnung
- Vernaccia di Oristano, ein Weißwein
- Ichnusa, Lagerbier, das aus Maisschrot gebraut wird
- Mirto, weißer oder roter Likör, hergestellt aus den Früchten der auf der Insel verbreiteten Myrte
- Limoncello, ein süßer Zitronenlikör

## NATO-Truppenübungsplatz
Sardinien beherbergt mit dem „Poligono Salto di Quirra“ den größten NATO-Truppenübungsplatz Europas. Seit Jahrzehnten werden dort Waffen getestet, darunter nachweislich oder mutmaßlich auch Munition mit abgereichertem Uran. Neben italienischen Streitkräften nutzten auch andere NATO-Staaten, darunter die Bundeswehr, das Gelände für Übungen.

## Als Namensgeber
Sardinien ist Namensgeber von zwei auf der Insel erstmals entdeckten Mineralarten. Der 2008 nach der sardischen Bezeichnung der Insel benannte Sardignait sowie der 2013 nach der altgriechischen Bezeichnung benannte Ichnusait wurden in der Mine von Punta de su Seinargiu (auch Su Seinargiu) westlich der Gemeinde Sarroch entdeckt.
2008 wurde der Asteroid (53252) Sardegna nach der Insel benannt.